# Victoria Legrand
Victoria Garance Alixe Legrand (Paris, 28 de maio de 1981) é uma musicista franco-americana, mais conhecida por ser vocalista, compositora e tecladista da banda de dream pop Beach House.

## Primeiros anos
Legrand nasceu em Paris, França. É filha do pintor  fr, sobrinha do compositor Michel Legrand e da vocalista Christiane Legrand, do grupo The Swingle Singers.
Passou os primeiros anos em Paris até os seis anos, quando a família se mudou para os Estados Unidos, residindo inicialmente em Baltimore, Maryland, e depois no interior do Condado de Cecil. Posteriormente, a família se estabeleceu na região de Filadélfia, Pensilvânia, onde Victoria passou sua adolescência. Ela é fluente em francês e inglês.
Estudou piano durante a infância e adolescência, e chegou a integrar uma banda cover de Led Zeppelin.
Formou-se na The Shipley School em Bryn Mawr, Pensilvânia, em 1999, e depois frequentou o Vassar College, onde estudou teatro.
Após a graduação, mudou-se para Paris para estudar na École Internationale de Théâtre Jacques Lecoq. Porém, decepcionada com a escola e mais interessada em compor, retornou aos EUA e fixou-se em Baltimore.

## Carreira
Em 2004, Legrand conheceu o músico Alex Scally, e juntos formaram a banda Beach House. Ela frequentemente descreve a parceria como uma conexão natural e afirma ter encontrado em Scally sua "alma gêmea musical".
Com o Beach House, lançou oito álbuns de estúdio: Beach House (2006), Devotion (2008), Teen Dream (2010), Bloom (2012), Depression Cherry (2015), Thank Your Lucky Stars (2015), 7 (2018), e Once Twice Melody (2022); além do EP Become (2023).

## Estilo musical

### Voz
Legrand possui um timbre contralto. Sua voz foi comparada às de Nico e Hope Sandoval.

### Composição e influências
Ela e Scally compõem juntos por horas seguidas, buscando sempre criar músicas honestas e significativas. Victoria critica rótulos como "etéreo" ou "sonhador", afirmando que a banda é, na verdade, barulhenta e intensa.
Ela também defende que o foco deve estar na composição e na intenção por trás das músicas. Suas influências incluem The Cure, Cocteau Twins, Gene Clark, Le Tigre, Yo La Tengo e Courtney Love.

## Participações
| Título        | Ano  | Artista(s)   | Álbum                          | Contribuição     |
| ------------- | ---- | ------------ | ------------------------------ | ---------------- |
| "Slow Life"   | 2009 | Grizzly Bear | Trilha de Crepúsculo: Lua Nova | Vocal convidado  |
| "Two Weeks"   | 2009 | Grizzly Bear | Veckatimest                    | Vocais de apoio  |
| "Seven Stars" | 2011 | Air          | Le voyage dans la lune         | Letrista e vocal |